# فهرست شهرهای اقیانوسیه
فهرست شهرهای اقیانوسیه.

## کشورهای مستقل
- فهرست شهرهای استرالیا
- فهرست شهرهای تیمور شرقی
- فهرست شهرهای فیجی
- فهرست شهرهای اندونزی
- فهرست شهرهای کیریباتی
- فهرست شهرهای پاپوآ گینه نو
- فهرست شهرهای جزایر مارشال
- فهرست شهرهای ایالت‌های فدرال میکرونزی
- فهرست شهرهای نائورو
- فهرست شهرهای نیوزلند
- فهرست شهرهای پالائو
- فهرست شهرهای ساموآ
- فهرست شهرهای جزایر سلیمان
- فهرست شهرهای تونگا
- فهرست شهرهای تووالو
- فهرست شهرهای وانواتو